# Tettens
Tettens ist ein Ortsteil der Gemeinde Wangerland im Landkreis Friesland in Niedersachsen.

## Name
Der sechste Band des Oldenburgischen Urkundenbuches erwähnt für 1317 einen Ort namens Certenze. Hierbei handelt es sich nach dem Regionalhistoriker Carl Woebcken und dem Ortsnamenforscher Arend Remmers vermutlich um Tettens. Im Stader Copiar finden sich um 1420 die unterschiedlichen Schreibweisen Tetensze und Teppensze. Das Ostfriesische Urkundenbuch belegt bereits für 1434 den heutigen Ortsnamen: to Tettense (= zu Tettens). In Balthasar Arends Landesbeschreibung vom Harlingerland (1684) findet sich ebenfalls der Name Tettens in der aktuellen Schreibweise.
Der Dorfname geht auf den Rufnamen Této (oder Tetto) zurück, der mit dem altfriesischen Kollektivsuffix -ingi verbunden worden ist. Die Bedeutung wäre dann: Wohnplatz der Tettings bzw. Behausung der Sippe Tettos.

## Geografie
Tettens im Jeverland liegt 7,5 Kilometer südlich von der oldenburgischen Nordseeküste entfernt und sieben Kilometer nördlich von Jever. Das historische Dorfzentrum befindet sich auf einer sogenannten Längswarf, auf deren Rücken eine doppelte Häuserzeile zu erkennen ist. Auf dem östlichen Ende der Längswarf findet sich die Pastorei, auf dem westlichen die Kirche. Diese Bebauungsart ist im Jeverland einzigartig.
Zum Dorf gehören die Ortschaften und Wohnplätze Beim Kiefhaus, Busenackshörn, Hammshausen, Huniburg, Klein Wichtens, Kopperburg, Ridder, Tettenser Altendeich, Tettenser Altengroden, Triftsweg, Tettenser Mühle, Harmburg, Kibitznest, Lammertshütte, Middelswarfen, Pievens, Tyedmerswarfen, Ufkenhausen, Ussenhausen, Waterpohl, Wichtens, Ziallerns und Zissenhausen.

## Geschichte
Die Anfänge Tettens' reichen bis zum Beginn unserer Zeitrechnung zurück. In dieser Epoche war es möglich geworden, im Gebiet des heutigen Wangerlandes kleine Siedlungen zu errichten. Dafür wurden künstliche Erdhügel, sogenannte Warften oder Wurten, errichtet, auf denen die Siedler und ihre Behausungen vor den Fluten der Nordsee Schutz fanden. Die Tettenser Warft geht in ihrem Ursprung auf diese Zeit zurück. Damit gehört das Dorf Tettens zu den ältesten Ansiedlungen des nördlichen Jeverlandes.
Der Bau der Tettenser St.-Martins-Kirche geht vermutlich auf das 13. Jahrhundert zurück. Gherardus Jeger (auch Gerhardus Jaegerus geschrieben; † 1550), von 1525 bis 1550 Pfarrherr an St, Martin,  war der erste evangelische Prediger in Tettens. Gemeinsam mit dem jeverschen Pfarrer Henricus Cramer hatte er im Jeverland die Reformation eingeführt. Sein persönliches Glaubensbekenntnis verfasste er 1548; es befindet sich mit anderen von der Landesherrin Fräulein Maria eingeforderten Bekenntnissen in der Bibliothek des jeverschen Mariengymnasiums.
Am 1. Februar 1971 wurde Tettens in die neue Gemeinde Wangerland eingegliedert.

## Wappen
| | Blasonierung: „Geteilt von Rot und Silber (Weiß), oben ein goldener (gelber) Doppelkopfadler, unten zwei schräglinks liegende blaue Balken.“ |
| Wappenbegründung: Der Gemeinde Tettens wurde am 3. Mai 1949 durch den Präsidenten des Verwaltungsbezirkes Oldenburg ein Wappen verliehen. Der Adler stammt aus dem Wappen der Häuptlinge von Middoge. Die Balken symbolisieren die Sieltiefs in der Gemeinde. | |

## Sehenswürdigkeiten
Die evangelisch-lutherische St.-Martins-Kirche wurde 1143 bis 1210 erbaut. Die Granitkirche steht auf einer hohen Warf inmitten der langgestreckten Siedlung. Der Glockenturm aus Backstein stammt aus der Zeit um 1500 und hat einen achteckigen Turmhelm aus Schiefer. Seit 1531 ist die Kirche lutherisch. An der Apsis wurden zu Beginn des 20. Jahrhunderts Stützpfeiler angebracht, um die Ostseite der Kirche vor einem Einsturz zu bewahren.

## Freizeit
Am südlichen Ortsrand von Tettens liegt das Freibad Tettens. Das Freibad wurde bereits 1956 „als Lehrschwimmbecken für Schulen“ gebaut. Der Besuch des Freibads ist kostenlos.

## Vereinsleben
- Turn- und Sportverein Rot-Weiß-Tettens – 1924 e. V.
- Freiwillige Feuerwehr
- Schützenverein Tettens e. V. von 1952
- Bürgerverein Tettens
- Förderverein Schwimmbad
- Förderverein Feuerwehr

## Persönlichkeiten
- Gerhard Anton Gramberg (1744–1818), Arzt und Schriftsteller
- Johann Heinrich Ludwig Pielstick (1832–1898), Kaufmann und baptistischer Ältester, wurde in Zissenhausen bei Tettens geboren.
- Iko Friedrich Hermann Janssen (1874–1959), Politiker, Abgeordneter des Oldenburgischen Landtages, wurde in Ussenhausen geboren.